# (13045) Vermandere
(13045) Vermandere ist ein Asteroid des Hauptgürtels, der am 16. August 1990 vom belgischen Astronomen Eric Walter Elst am La-Silla-Observatorium (IAU-Code 809) der Europäischen Südsternwarte in Chile entdeckt wurde.
Der Asteroid wurde am 12. Dezember 2008 nach dem flämischen Sänger und Dichter Willem Vermandere (* 1940) benannt, der seine Lieder im Dialekt von Südwest-Flandern („Westhoek“) vorträgt und damit vom Großteil seiner Landsleute kaum verstanden wird.